# Pălămidă (pește)
Sarda sau pălămidele este un gen de pești marini epipelagici, răpitori, din familia scombride, tribul Sardini, de talie mijlocie, buni înotători, care trăiesc în bancuri în apele tropicale, subtropicale și temperate.

## Caracteristici morfologice
Au corpul alungit și ușor comprimat. Capul mare. Gura de mărime mijlocie. Dinții de pe fălci și palatine sunt destul de puternici, comprimați; 12-30 dinți mari, conici pe falca superioară, 10-25 pe falca inferioară; 8-21 dinți conici mici într-un rând pe palatin. Limba fără dinți; dinții vomerieni prezenți sau absenți. Pe primul arc branhial se află 8-27 branhiospini. Rozeta olfactivă cu 21-39 lamele. Distanța interorbitală reprezintă 21,3-30,2% din lungimea capului.
Înotătoarele dorsale sunt apropiate, prima înotătoare dorsală cu 17-23 spini, marginile ei sunt drepte, iar al doua înotătoare dorsală cu 13-18 raze, urmată de 7-9 pinule. Înotătoarea anală cu 12-17 raze, urmată de 6-8 pinule. Înotătoarele pectorale scurte, cu 22-27 raze.
Apendicele interpelvian (procesul interpelvian) mic și bifid. O singură linie laterală, curbată treptat în jos spre peduncul caudal. Solzii din regiunea pectorală formează un scut numit corselet. Corpul complet acoperit cu solzi foarte mici posterior de corselet. Peduncul caudal subțire, cu o carenă laterală bine dezvoltată situată între 2 carene mai mici pe fiecare parte.
Vezica înotătoare absentă. Splina mare și proeminentă în proiecție ventrală, situată  în jumătatea posterioară a cavității viscerale. Ficatul cu lobul stâng și drept alungit și un lob mijlociu scurt. 

## Biologie
Toate cele patru specii ale acestui gen sunt epipelagice în apele neritice și se aduna în bancuri după mărimea lor. Pălămidele se hrănesc cu diferiți pești adunați în bancuri mici, calmari și creveți. Juvenili și adulții pot fi canibali.

## Importanța economică
Captura mondială a 2 specii de pălămide importante economic (Sarda chiliensis și Sarda sarda) din cele 4 specii a ajuns recent la aproximativ 1% din capturilor totale ale scombridelor, în timp ce celelalte două specii nu au importanță economică. Aproximativ 36000 de tone metrice au fost prinse în 1975, crescând în mod continuu la 57000 de tone metrice în 1981 (FAO, 1983). Țările mediteraneene și Peru au raportat cele mai mari capturi.
Pălămidele sunt pescuite comercial cu plase-pungă, cârlige și paragate, undițe tractate, plase fixate, vintire, plase triple (setci cu sirec), năvoade de plajă, iar în pescuitul recreativ (pescuitul sportiv) cu cârlige și paragate, și sunt comercializate în stare proaspătă, congelată sau prelucrate.

## Sistematica
Genul Sarda cuprinde 4 specii:
- Sarda australis (Macleay, 1881).
- Sarda chiliensis (Cuvier, 1832). = Pălămida din Pacificul oriental 
  - Sarda chiliensis chiliensis (Cuvier, 1832).
  - Sarda chiliensis lineolata (Girard, 1858).
- Sarda orientalis (Temminck & Schlegel, 1844). = Pălămida din Oceanul Indian
- Sarda sarda (Bloch, 1793). = Pălămida cu spate dungat